# Paul Kosok
Paul Kosok (1896-1959) fue un antropólogo norteamericano que investigó las líneas de Nazca desde la década de 1930 hasta fines de los 50. En 1933 publicó un estudio sobre la Alemania moderna titulado Modern Germany: A Study of Conflicting Loyalties, editado por la Univiersity of Chicago Press, que fue útil para la preparación de personas del servicio exterior norteamericano.
Desde 1938 enseñó diversos cursos de historia de la ciencia en Long Island University; también incursionó en la música llegando a la dirección de la Orquesta Filarmónica de Brooklyn en el Brooklyn academia de música , compuso The Andean Rhapsody inspirado en sus viajes al Perú.
Kosok fue el primero que llamó la atención sobre las ruinas arqueológicas de Chupacigarro, luego rebautizadas como Ciudad Sagrada de Caral, pues visitó el lugar junto con el arqueólogo estadounidense Richard Schaedel en 1949. En su informe, publicado en el libro Life, Land and Water in Ancient Peru en 1965, mencionó que Chupacigarro debía ser muy antiguo, pero no pudo mostrar cuánto.
Sus investigaciones arqueológicas buscaron explicar la irrigación prehistórica en los valles de la costa peruana, para ello utilizó fotografías aéreas de la Expedición Shippee-Johnson (George R. Johnson, Peru from the Air, American Geographical Society, 1930) y desde 1944 utilizó las fotografías aéreas del Ejército de los Estados Unidos y del Servicio Aerofotográfico de Lima.
Mediante la técnica del carbono-14 estableció su antigüedad en 550 años d. C. y en 1941 propuso la hipótesis que las líneas eran signos calendáricos y astronómicos, llamó a las líneas “El calendario de mayor escala en el mundo”.
Kosok regresó a su país en 1949, su compañera María Reiche siguió sus investigaciones sobre las líneas de Nazca.
Kosok y Reiche adelantaron una de las primeras explicaciones dadas sobre las líneas de Nazca, que estas tuvieron como propósito apuntar al sol y a los cuerpos celestes en el lejano horizonte.

## Otras publicaciones
- "The Role of Irrigation in Ancient Peru", en: Proceedings of the 8th American Scientific Congress held in Washington May 10-18, 1940, Vol.2, pp.169-78, Washington: Department of State, 1941.
- "El Valle de Lambayeque", en: Actas del II Congreso Nacional de Historia del Perú, pp. 49-67, Lima: 1958.
- Life, Land and Water in Ancient Peru: an account of the discovery, exploration and mapping of ancient pyramids, canals, roads, towns, and fortresses of coastal Peru with observations of various aspects of Peruvian life, both ancient and modern. New York: Long Island University Press, 1965, 263 p..

- Datos: Q866072